# هامبر
 هامبر رودی است به دریای شمال می‌ریزد. این رود از کشور بریتانیا می‌گذرد.